# 6081 Клутіс
6081 Клутіс (6081 Cloutis) — астероїд головного поясу, відкритий 2 березня 1981 року.
Тіссеранів параметр щодо Юпітера — 3,438.